# Ходаківський В'ячеслав Анатолійович
В'ячеслав Анатолійович Ходаківський (5 жовтня 1981, м. Бердичів, Житомирська область — 21 березня 2022, Запорізька область) — український військовослужбовець, майор 7 БрТА Збройних сил України, учасник російсько-української війни. Герой України (2023, посмертно). Лицар ордена Богдана Хмельницького III ступеня (2022).

## Життєпис
В'ячеслав Ходаківський народився 5 жовтня 1981 року в місті Бердичеві на Житомирщині.
Закінчив Вище художнє професійно-технічне училище (2000), Харківський інститут льотчиків ВПС (2004).
У 2004 році розпочав службу у м. Коломиї на Івано-Франківщині, а згодом був старшим льотчиком, командиром авіаційної ланки авіаційної ескадрильї, начальником штабу — першим заступником командира авіаційної ескадрильї, заступником командира авіаційної ескадрильї 7-ї бригади тактичної авіації.
Учасник АТО/ООС.
Загинув 21 березня 2022 року в Запорізькій області.

## Вшанування пам'яті
У місті Вінниця вулицю Чайковського перейменували на вулицю В'ячеслава Ходаківського.

## Нагороди
- звання Герой України з удостоєнням ордена «Золота Зірка» (20 березня 2023, посмертно) — за особисту мужність і героїзм, виявлені у захисті державного суверенітету та територіальної цілісності України, самовіддане служіння Українському народу[2]
- орден Богдана Хмельницького III ступеня (13 березня 2022) — за особисту мужність і самовіддані дії, виявлені у захисті державного суверенітету та територіальної цілісності України, вірність військовій присязі[3]
- Нагрудний знак за учасника АТО[джерело?].
- Відзнака за Президента України за участь АТО[джерело?].
- Медаль за 15 років сумлінної служби[джерело?].